# Auguste Cammissar
Auguste Cammissar (* als August Cammisar 10. Juli 1873 in Straßburg, Deutsches Reich; † 27. Dezember 1962 in Straßburg, Frankreich) war ein elsässischer Maler.

## Leben und Wirken
Auguste Cammissar schuf Glasmalereien, Aquarelle, Gouachen und Ölbilder. Er malte bevorzugt Stillleben, Blumen und Landschaften, vor allem im Elsass. Er liebte es, seine Familie, seinen Vater, seine Frau und seine Tochter zu porträtieren. Aber sein Lieblingsthema war die Landschaft.
Er begann seine Karriere als Glasmaler nach dem Besuch der Kunstgewerbeschulen in Karlsruhe und Straßburg. Er wurde durch die Glasfenster, die er mit Paul Braunagel geschaffen hat bekannt und mehrfach ausgezeichnet. Er studierte auch in München und Wien und lebte zeitweise in Tübingen. Im Jahre 1894 wurde er Direktionsassistent der l’Ecole des Arts décoratifs in Straßburg und lehrte dort als Professor. Zu seinen Schülern gehörte Luc Hueber, ein bekannter Künstler der Groupe de Mai.
Cammissar war von Anfang an einer der wichtigsten Vertreter der Künstlergruppe Cercle de Saint-Léonard. Er beteiligte sich an den Begegnungen Dîner des 13 von Anselm Laugel und Kunschthaafe von Auguste Michel. Er war Mitglied des Anfang des 20. Jahrhunderts gegründeten Vereins der unabhängigen Künstler im Elsass, AIDA. Er starb im Alter von 89 Jahren bei einem Autounfall und wurde am 31. Dezember 1962 in Temple Neuf beigesetzt.

## Familie
Er war ein Sohn des Glasbläsers und Tischlermeisters August Cammisar (* 11. September 1847 in Rheinzabern; † 8. Mai 1910 in Straßburg) und dessen Ehefrau Marie, geb. Markert, aus Kehl. Seine Geschwister waren Karl Cammisar (1876–1942), Marie Barbe Cammisar (* 1881) und der Maler Rudolf Cammisar (1891–1983). Er heiratete am 1. April 1909 Cécile Walther. Mit ihr hatte er eine Tochter und zwei Enkel, Sylvette und Jacques Henry. Die Namensschreibweise mit dem Doppel-S wählte er abweichend von der Familie.

## Ausstellungen
- Musee Historique, Chapelle des Annonciades, Place Albert Schweitzer, Haguenau: Auguste Cammissar, paysages d’Alsace et d’ailleurs, 1. Juli 2013 – 1. September 2013.[3]